# エウクレイデス (小惑星)
エウクレイデス (4354 Euclides) は小惑星帯に位置する小惑星である。コルネーリス・ファン・ハウテンとトム・ゲーレルスがパロマー天文台で発見した。
ギリシアの数学者エウクレイデスから命名された。